# El Pinós
El Pinós, en valencien, ou Pinoso, en castillan (dénomination officielle bilingue depuis le 18 janvier 2005,) est une commune d'Espagne de la province d'Alicante dans la Communauté valencienne. Elle est située dans la comarque du Vinalopó Mitjà et dans la zone à prédominance linguistique valencienne. Sa population s'élevait à 7 874 habitants en 2013.

## Géographie

Localisation d'El Pinós
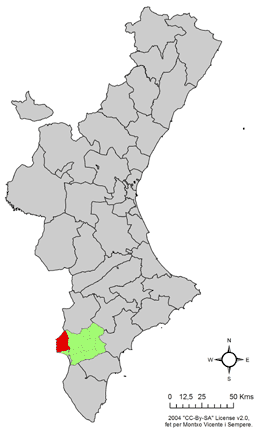
dans la Communauté valencienne.
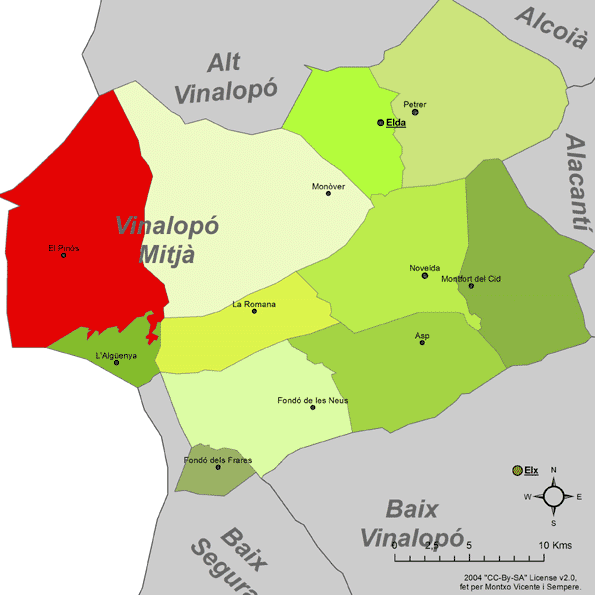
dans la comarque du Vinalopó Mitjà.

## Personnalités liées à la commune
- Pedro Solbes (1942-2023), homme politique;
- Dolorès Roqué (1952-), femme politique;
- José Manuel Pérez (1963-2005), motoriste, personnalité du Paris-Dakar[4];

- Sonia Almarcha (1972-), actrice[5].